# Partit Socialista dels Treballadors (Dinamarca)
Partit Socialista dels Treballadors (danès Socialistisk Arbejderparti) és un partit polític comunista danès fundat el 1980 com a successor de la Lliga Socialista Revolucionària (Revolutionære Socialisters Forbund, RSF), d'inspiració trotskista i afiliat a la IV Internacional. Es va presentar a diverses eleccions sense gaire èxit i el 1989 fou un dels cofundadors de l'Aliança Roja-Verda amb el Partit Comunista de Dinamarca i els Socialistes d'Esquerra. Publica el mensual Socialistisk Information (SI).